# Teočak-Krstac
Teočak-Krstac je naseljeno mjesto u sastavu općine Teočak, Federacija Bosne i Hercegovine, BiH.